# Association pour la renaissance de Madagascar
 (janvier 2019).
Si vous disposez d'ouvrages ou d'articles de référence ou si vous connaissez des sites web de qualité traitant du thème abordé ici, merci de compléter l'article en donnant les références utiles à sa vérifiabilité et en les liant à la section « Notes et références ».
L'Association pour la Renaissance de Madagascar dénommé ensuite Avant-garde pour la Révolution malgache puis Avant-garde pour la Rénovation de Madagascar (AREMA) (en malgache : Andry sy Rihana Enti-Manavotra an'i Madagasikara), est un parti politique fondé en 1976 par l'ancien président de Madagascar Didier Ratsiraka lors de l'instauration de la Deuxième République. Le secrétaire national administratif du parti est Annick Ratsiraka, la fille du fondateur.

## Historique

### Création
Didier Ratsiraka, plus tard connu sous le surnom de l'Amiral rouge, reçoit le pouvoir du Directoire militaire en 1975 qu'il transforme en Conseil suprême de la Révolution. Il publie alors une Charte malgache de la Révolution socialiste (le Boky Mena) dans laquelle il énonce les principes politiques qui doivent inspirer la nouvelle Constitution soumise à référendum. À l'issue de celui-ci, il est élu Président de la République démocratique de Madagascar et commence à instituer un régime se réclamant du socialisme, fondant le parti politique de l'Avant-garde pour la Révolution malgache (Andrin' ny revolisiôna Malagasy ou AREMA).
Contrairement à d'autres pays africains de l'époque, Madagascar n'applique pas officiellement un système de parti unique, mais de coalition unique, seuls les partis politiques adhérant au Front de défense de la Révolution (organe gardien des valeurs constitutionnelles) étant autorisés. Dans les faits, l'AREMA a largement dominé la IIe République malgache.

### Pouvoir de 1975 à 2002
Didier Ratsiraka, bien que réélu à deux reprises, en 1982 et 1989, doit faire face à une double opposition, celle de son aile gauche « révolutionnariste » (cas de l'insurrection étudiante à Tananarive en 1978) et celle de l'opposition libérale, qui se trouve renforcée à la fin des années 1980 par le marasme économique que connaît le pays, par le phénomène général de transition démocratique en Afrique et enfin par l'effondrement du bloc de l'Est, qui ôte toute crédibilité à une démarche de « révolution socialiste ».
Le président Didier Ratsiraka appelle à ses côtés Pierrot Rajaonarivelo pour occuper des fonctions politiques hautement stratégiques en tant que vice-Premier Ministre chargé du Budget et de la Décentralisation, une fois le parti AREMA revenu au pouvoir en 1997. Didier Ratsiraka confie également à Pierrot Rajaonarivelo la tâche de réorganiser le parti AREMA, défait lors de l'élection de 1992/93 . Pierrot Rajaonarivelo est élu secrétaire national de l’AREMA dès novembre 1997. Les résultats électoraux qui suivent donnent au parti AREMA une large victoire dans toutes les élections locales qui suivront : les législatives de 1998, les communales de 1999 (Cf. page 5) , les conseils provinciaux de 2000, les sénatoriales en février 2001, et les élections des gouverneurs de provinces en avril 2001.   
Son régime présidentiel qui fit de Madagascar l'un des pays les plus pauvres du monde prit fin en 1993 lorsqu'il perdit les élections face à Albert Zafy, après une transition libérale initiée dès 1991 où le pouvoir avait été partagé entre les institutions constitutionnelles et une Haute Autorité de l'État apparue par convention entre le pouvoir en place et l'opposition.
Albert Zafy est destitué par l'Assemblée nationale en 1996, à la suite de manœuvres politiques au sein de sa majorité (très hétérogène), et Ratsiraka fait son grand retour politique début 1997 en gagnant au second tour les élections sous la bannière de l'AREMA, rebaptisée Avant-garde pour la rénovation de Madagascar, contre Zafy et Norbert Ratsirahonana.
Didier Ratsiraka, promoteur d'un humanisme écologique qui permettrait selon lui un développement durable et harmonieux de la Grande Île, fait alors amender la Constitution de 1992 qui, par le statut mal défini des relations entre le Président et le Premier Ministre, avait provoqué l'empêchement d'Albert Zafy par le Parlement. Le rééquilibrage des pouvoirs est opéré en 1998, tandis que la croissance économique du pays oscille entre 4,3 et 5,1 % par an entre 1997 et 2001. Son mandat est celui du retour d'une autorité étatique forte et hiérarchisée, qui procède à une décentralisation poussée en mettant en place les six Provinces autonomes et ramène la stabilité au pays après la présidence chaotique d'Albert Zafy, dont la réputation avait souffert de sa mauvaise gestion des affaires.
Aux élections présidentielles de décembre 2001, Didier Ratsiraka est devancé au premier tour par Marc Ravalomanana, un industriel tananarivien, par 46,44 % contre 40,61 % (selon les chiffres du Ministère de l'Intérieur). Ravalomanana, un autodidacte protestant, n'accepte pas ce résultat officiel, s'appuyant sur un score de 53 % estimé par son association politique Tiako'i Madagasikara (en français : « J'aime Madagascar ») et son comité de soutien. Ratsiraka et les autres candidats démentent formellement une victoire au premier tour de l'entrepreneur merina : le président sortant refuse la confrontation des procès-verbaux, dénonçant les estimations de Ravalomanana comme falsifiables à merci,. 
Un second tour aurait dû ainsi avoir lieu mais une grave crise politico-économique éclate. Ravalomanana prête serment de force et se proclame Président de la République le 22 février 2002 avec le soutien de la population des Hautes-Terres malgaches, et les deux gouvernements cherchent à prendre le contrôle du pays. Dès la fin du mois de février, Ravalomanana contrôle entièrement la capitale Tananarive - acquise à sa cause -, tandis que Ratsiraka transfère le siège de son gouvernement à Tamatave, sur la côte, et reste aux commandes dans cinq provinces sur six. Après cette crise - très dure - de plusieurs mois et malgré plusieurs tentatives d'accords menés à Dakar sous l'égide de l'Union africaine, le camp de Ravalomanana prend finalement le dessus militairement et Didier Ratsiraka quitte le pays le 5 juillet 2002 depuis l'aéroport de Tamatave.

### Depuis 2010
À la fin de 2009, à la suite de la crise politique de 2009, Ratsiraka se retrouve en coude-à-coude avec Pierrot Rajaonarivelo pour diriger l'AREMA. Ce dernier fut forcé à l'exil depuis 2002 comme Ratsiraka, mais effectue son retour sur l'île dès avril 2009. Déjà en 2006, depuis Paris, Rajaonarivelo se présentait à l'élection présidentielle de 2006 sous la bannière AREMA, ce qui provoqua une forte division au sein du parti.
Pour le 2e tour de l'élection présidentielle de 2013, l'AREMA ne soutient aucun candidat. L'AREMA a d'ailleurs refusé de concourir dans cette élection, et perd alors ses sièges de députés à l'Assemblée nationale à l'issue des scrutins. Le parti n'est pas dissout pour autant.
En août 2016, l'AREMA annonce qu'il présentera un candidat de son parti pour l'élection présidentielle de 2018. Ratsiraka émet 4 conditions pour prendre part à cette élection : l'abrogation de la Constitution pour qu'un président puisse nommer son premier ministre, réorganiser la Commission électorale nationale indépendante (CENI), modifier le code électoral qui favorise ceux déjà au pouvoir, et opter pour le vote électronique. En décembre 2017, l'AREMA réitère son intention de présenter un candidat, sans pour autant avancer de noms.